# Mittelstraße 56 (Lemgo)

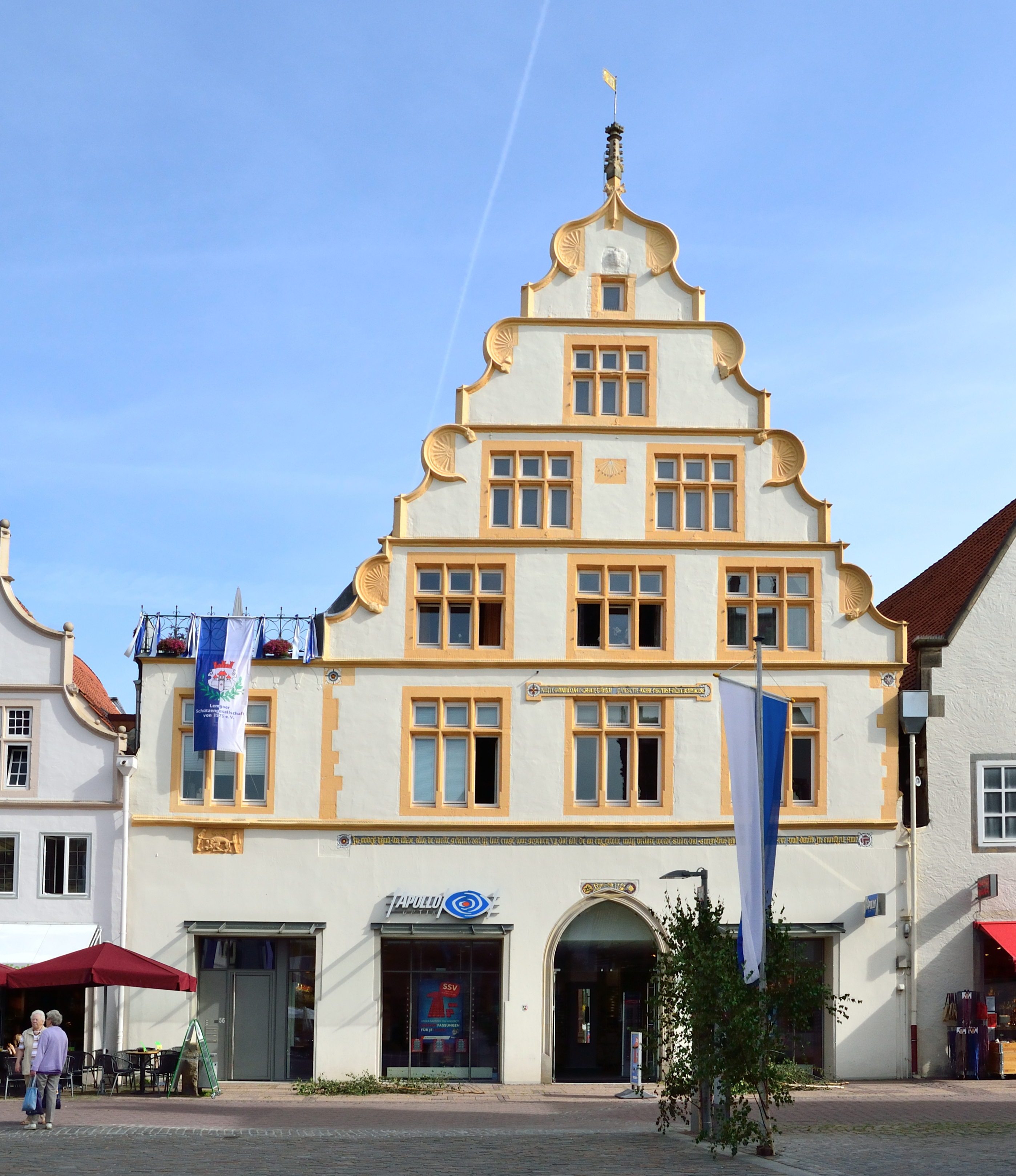
Haus Mittelstraße 56 in Lemgo (links das Haus Mittelstraße 58)

Das Gebäude Mittelstraße 56 in Lemgo, einer Stadt im Kreis Lippe in Nordrhein-Westfalen, wurde 1556 vom Baumeister Ludolf Crosman für Johann Koch, der von 1557 bis 1583 Bürgermeister von Lemgo war und mit Anna Corvey aus dem Nachbarhaus verheiratet war, errichtet. Das Steingiebelhaus ist ein geschütztes Baudenkmal.
Das zweigeschossige Stufengiebelhaus weist an seiner Fassade Elemente der Spätgotik und der Renaissance auf. Im Jahr 1898 erfolgte ein Umbau, der eine neue Geschosseinteilung und die Veränderung der Fenster zur Folge hatte. Beim Ausbau der Fensterfront wurde 1959 der Torbogen (siehe altes Foto unten) abgebrochen und im Jahr 1974 bei der Anlage einer Passage wiederhergestellt. 
Im zweiten Giebelgeschoss ist eine Sonnenuhr aus der Bauzeit erhalten. Das unter dem Fenster des Obergeschosses eingemauerte Relief wird als Wilde Leute bezeichnet. Es stammt vom Vorgängerbau von 1370/80, von dem Teile in Traufwänden und der rückwärtige Giebel erhalten sind.

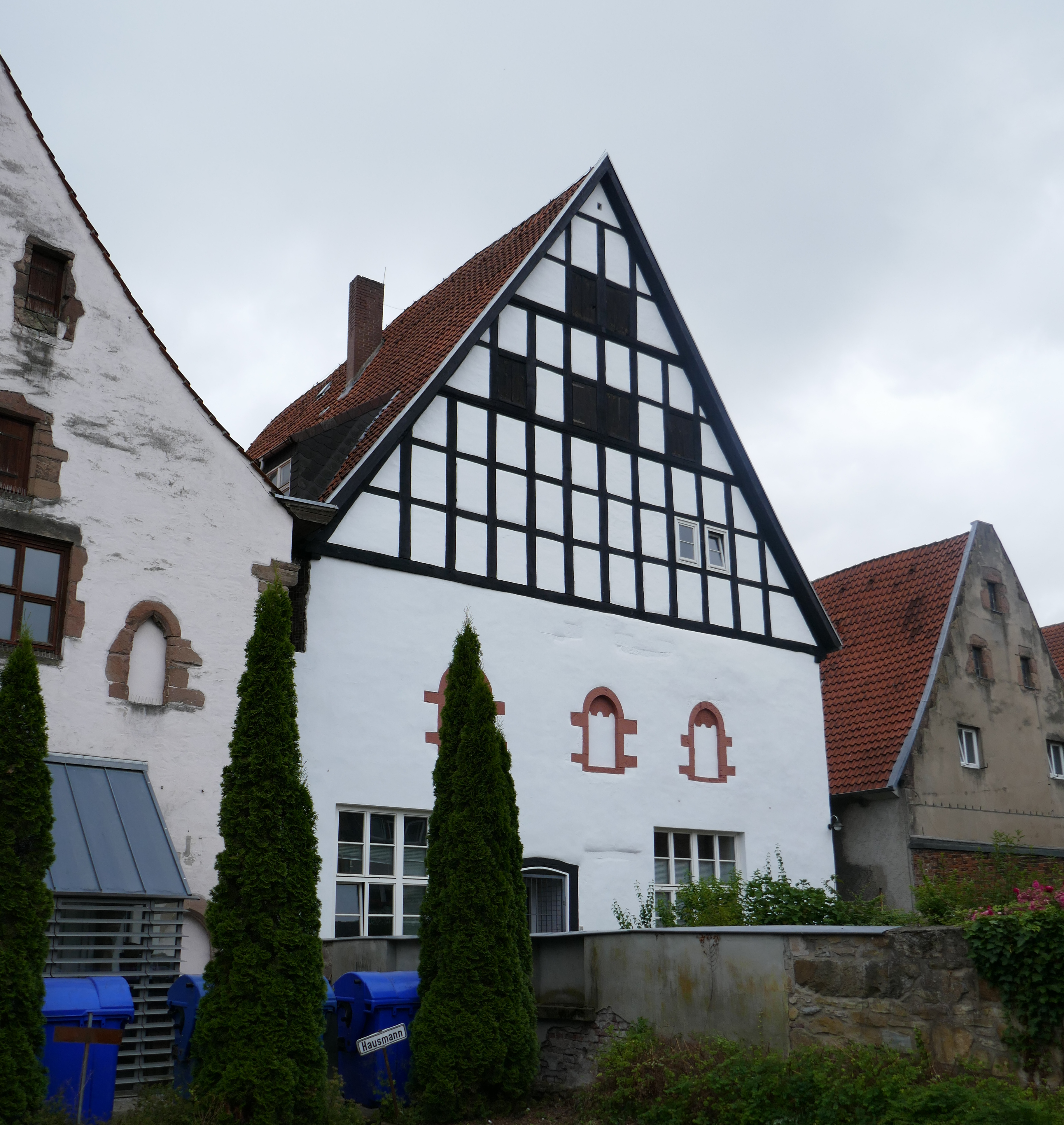
Rückseite des Hauses Mittelstraße 56
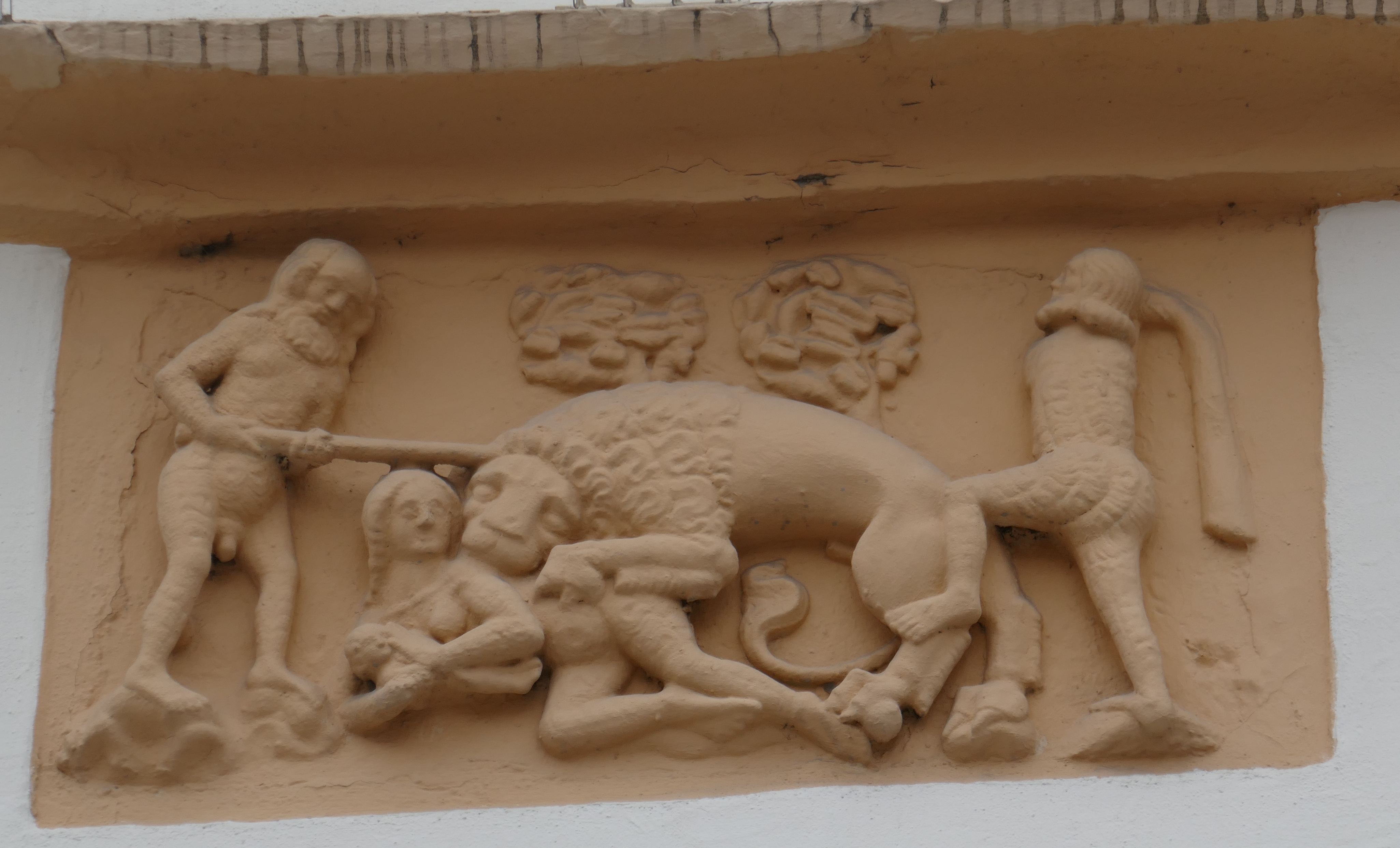
Relief Wilde Leute
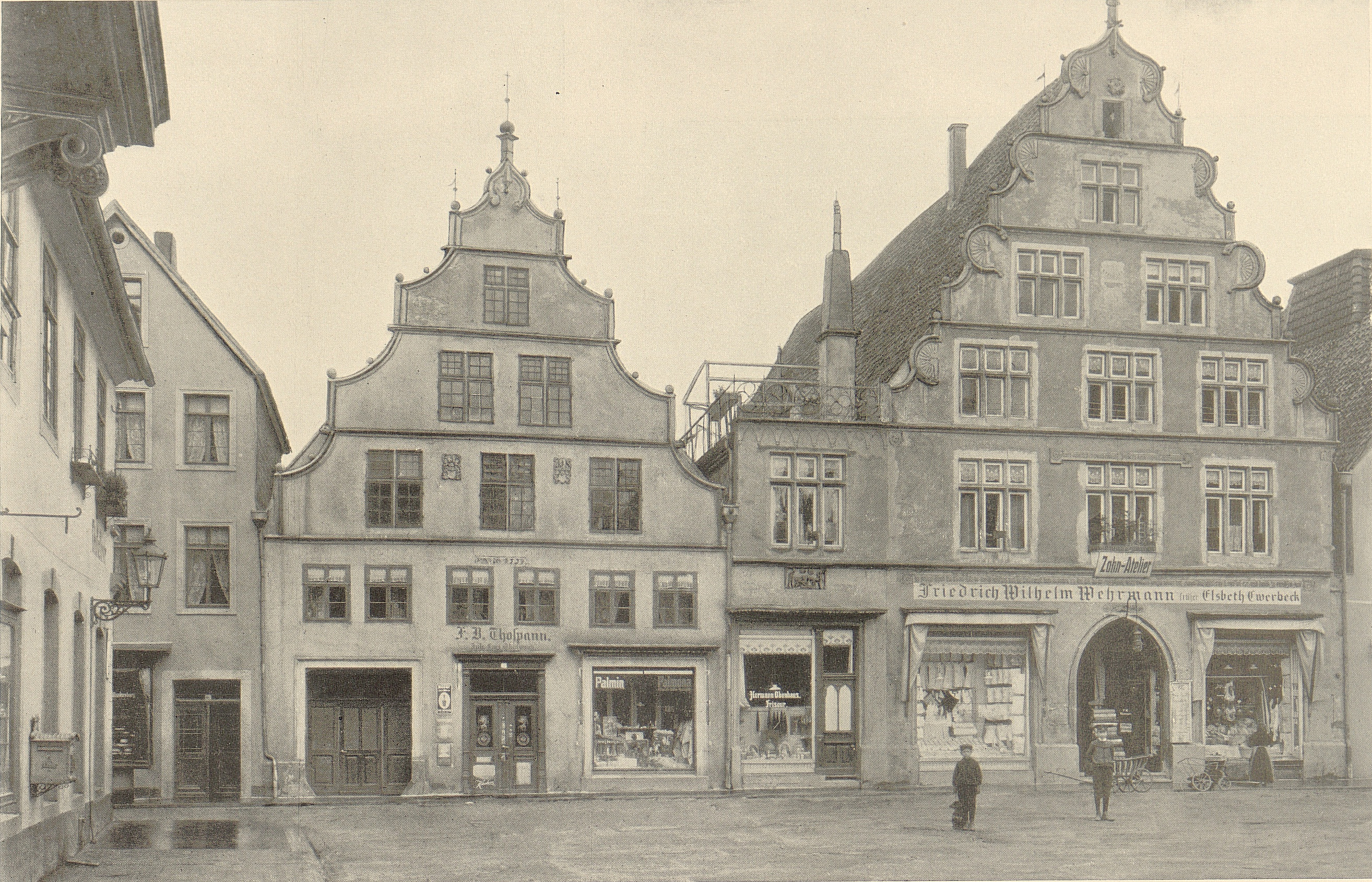
Mittelstraße 58 und 56 (vor 1918)